# Raimo Goyarrola
Raimo Ramón Goyarrola Belda (ur. 20 lipca 1969 w Bilbao) – hiszpański duchowny rzymskokatolicki, biskup diecezjalny Helsinek od 2023.

## Życiorys
W 1987 wstąpił do Prałatury Personalnej Opus Dei. Ukończył medycynę i chirurgię na Uniwersytecie Nawarry, a następnie studia filozoficzno-teologiczne na Papieskim Uniwersytecie Świętego Krzyża w Rzymie, uzyskując w 2002 doktorat z teologii dogmatycznej.
1 września 2002 otrzymał święcenia kapłańskie i został inkardynowany do Prałatury Opus Dei. Był m.in. asystentem przy helsińskim duszpasterstwie akademickim, katechetą stołecznych szkół, reprezentantem diecezji helsińskiej przy krajowej Radzie Ekumenicznej oraz wikariuszem generalnym tej diecezji. 
29 września 2023 papież Franciszek mianował go biskupem diecezji Helsinki. 
25 listopada 2023 otrzymał sakrę w ewangelicko-luterańskim Kościele św. Jana w Helsinkach. Udzielił mu jej kardynał Anders Arborelius OCD.  